# Ivan Näsberg
Ivan Tarek Fjellstad Näsberg, född 22 april 1996 i Oslo, är en norsk fotbollsspelare som spelar för Vålerenga IF.

## Klubbkarriär
Näsberg började spela fotboll i Vålerenga IF som femåring. Sommaren 2013 skrev han på sitt första proffskontrakt. Näsberg debuterade i Tippeligaen den 7 juli 2013 mot Viking FK (2–2), då han i halvlek byttes in mot Simon Larsen.
I januari 2016 lånades Näsberg ut till Varbergs BoIS. Han debuterade i Superettan den 2 april 2016 i en 2–1-vinst över Åtvidabergs FF.

## Landslagskarriär
Näsberg debuterade för Norges P15-landslag den 20 oktober 2011 mot Portugal. Under 2012 spelade han åtta matcher för P16-landslaget och under 2013 blev det nio matcher för P17-landslaget. 2014 spelade Näsberg 10 matcher för P18-landslaget samt tre matcher för P19-landslaget. 
Han debuterade den 17 november 2014 för U21-landslaget i en 4–0-förlust mot Belgien. Under 2015 spelade Näsberg tre matcher för P19-landslaget samt ytterligare en match för U21-landslaget.